# Csemiczky Sándor
Csemiczky Sándor (csemicei) (18. század – 19. század) katona, író.
Lovaskapitányként ment nyugdíjba.

## Munkái
A XVIII. század utolsó tizedének gyászos alkonya, ugymint: az akkoron Francziaországban lobbot vetett pártütés s annak siralmas következései… (1793-ban íródott), Kassa, 1830.
Egyike annak a húsz műfordítónak, aki lefordította a szakirodalom által 31. töredékként emlegetett Szapphó Sapphó szerelmes éneke című versét.
Kéziratban:
Hajdani Hellas és Latiumbeli nevezetesebb bölcsek életeknek rövid rajzolatja. I. Thales (az Országos Széchényi Könyvtár kézirattárában)
Történeti cikkei:
- Ázsiában hajdan Tanais most Don folyónak tulsó partján lakozott s régen elhunyt dicső elődi őseink által főszentségűl tartott barátság frigyének példás rajzolatja; Lucianus syriai Samosata városbeli görög bölcs után, (a Felső Magyarországi Minervában, 1829.);
- Sappho, és Alcaeus keserve (Uo. 1830.)